# Protest song
A protest song olyan dal, amely arra hivatott, hogy tiltakozzék olyan társadalmi jelenségek ellen, mint az igazságtalanság, a faji megkülönböztetés, a háború, a globalizáció negatív hatásai, az infláció, vagy a társadalmi egyenlőtlenség. Az ellenállási dalok eredeti műfaja a folk zene, de manapság már mindenféle műfajban megtalálhatók. Az ilyen dalok főleg bizonyos társadalmi csoportokon belül népszerűek, illetve társadalmi megmozdulások idején.

## Története
Népi ellenállási dalok mindig is voltak a történelemben, melyek közül a legkorábbi a „The Cutty Wren”, amely az 1381-es paraszt felkelés alatt született, a feudális elnyomás ellen. Az amerikai függetlenségi háború alatt is sok tiltakozó dal született. Az  amerikai polgárháború alatt született meg a „We Shall Overcome” című, híres dal.
A 20. században, az egyesítési mozgalom, a gazdasági világválság, a polgári jogok mozgalma, a vietnámi háború, és újabban, az iraki háború ihletett ellenállási dalokat, olyanokat, mint Bob Dylan
„The Times They Are A-Changin’” (1964), Woody Guthrie „This Land Is Your Land” (1940), vagy legutóbb, a System of a Down „Toxicity” (2001) című száma. A kezdeti időkben ezt a műfajt, gyakran csak egy gitárral és szájharmonikával, Woody Guthrie és Pete Seeger munkái indították el a 20. század elején, amit aztán olyan előadók folytattak, mint Phil Ochs, Joan Baez vagy Bob Dylan. 
A 21. században Neil Youngtól hallhatók ellenállási dalok, mint az iraki háborút és George W. Bush elnököt kritizáló "Let's Impeach The President" című szám.